# Фигароль
Фигаро́ль (фр. Figarol, окс. Higaròu) — коммуна во Франции, находится в регионе Юг — Пиренеи. Департамент — Верхняя Гаронна. Входит в состав кантона Сали-дю-Салат. Округ коммуны — Сен-Годенс.
Код INSEE коммуны — 31183.

## География
Коммуна расположена приблизительно в 660 км к югу от Парижа, в 75 км к юго-западу от Тулузы.
На севере коммуны протекает река Гаронна.

## Климат
Климат умеренно-океанический. Зима мягкая и снежная, весна характеризуется сильными дождями и грозами, лето сухое и жаркое, осень солнечная. Преобладают сильные юго-восточные и северо-западные ветры.

## Население
Население коммуны на 2010 год составляло 276 человек.
| 1962 | 1968 | 1975 | 1982 | 1990 | 1999 | 2010 |
| ---- | ---- | ---- | ---- | ---- | ---- | ---- |
| 267  | 232  | 212  | 188  | 195  | 236  | 276  |

## Администрация
| Период | Период | Фамилия           | Партия | Примечания |
| ------ | ------ | ----------------- | ------ | ---------- |
|        | 1977   | Жорж Рибе         |        |            |
| 1977   | 2001   | Реми Таррид       |        |            |
| 2001   | 2014   | Марсель Гранпьер  |        |            |
| 2014   | 2020   | Жан-Шарль Розелло |        |            |

## Экономика
В 2010 году среди 165 человек трудоспособного возраста (15—64 лет) 130 были экономически активными, 35 — неактивными (показатель активности — 78,8 %, в 1999 году было 70,0 %). Из 130 активных жителей работали 121 человек (72 мужчины и 49 женщин), безработных было 9 (3 мужчин и 6 женщин). Среди 35 неактивных 8 человек были учениками или студентами, 16 — пенсионерами, 11 были неактивными по другим причинам.

## Достопримечательности
- Церковь Св. Архангела Михаила

## Фотогалерея

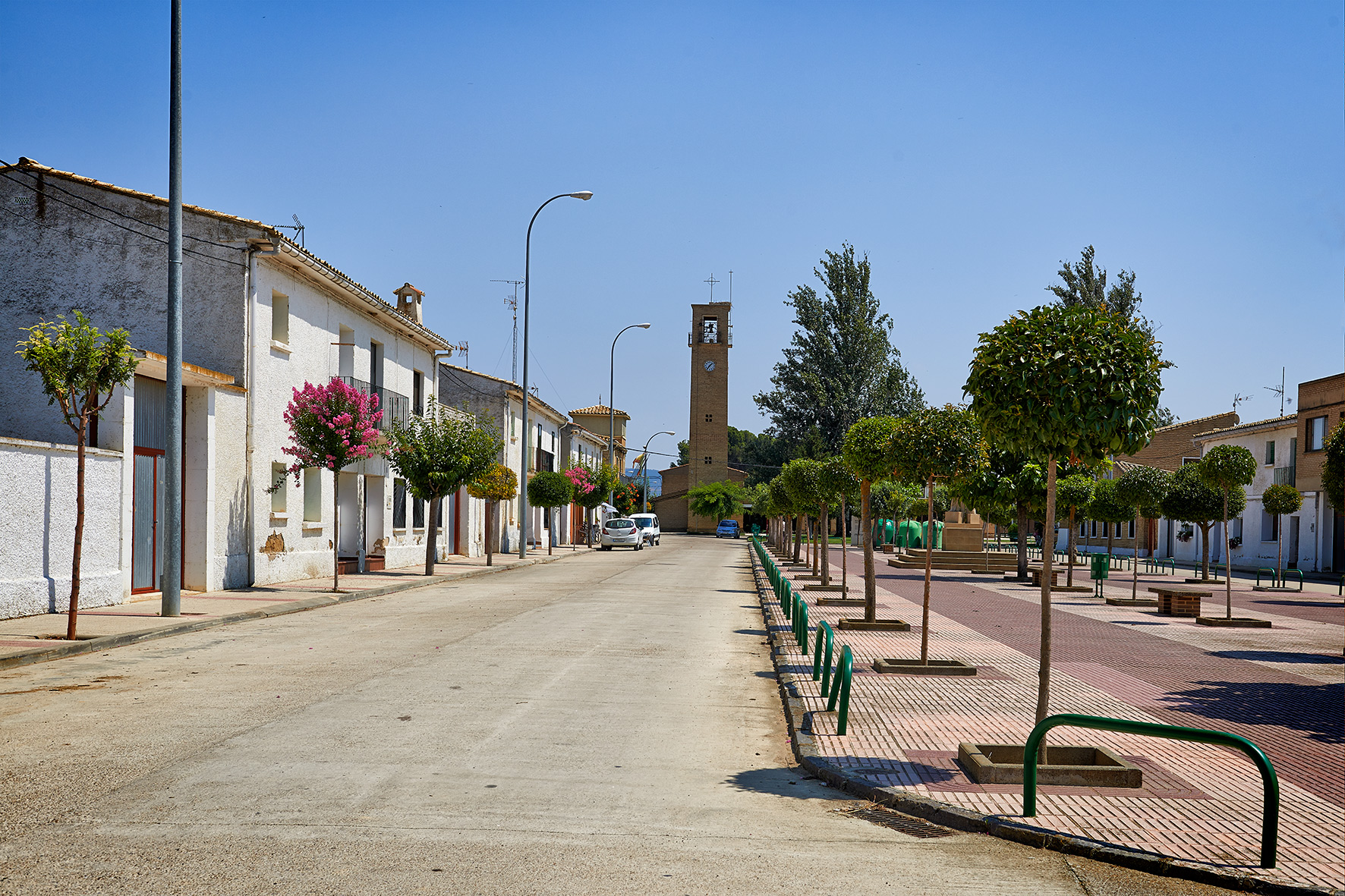
Фигароль
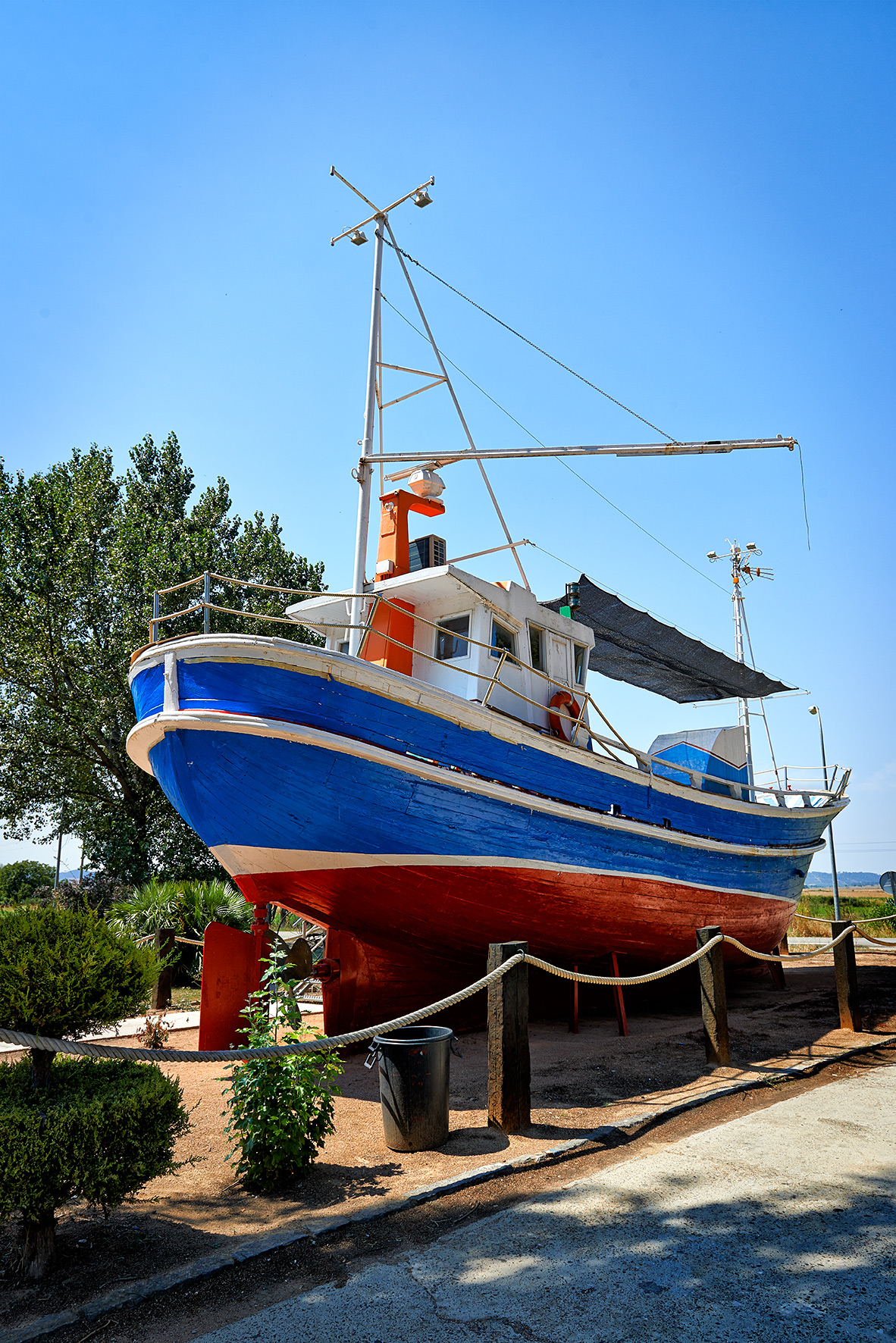
Катер на въезде в Фигароль
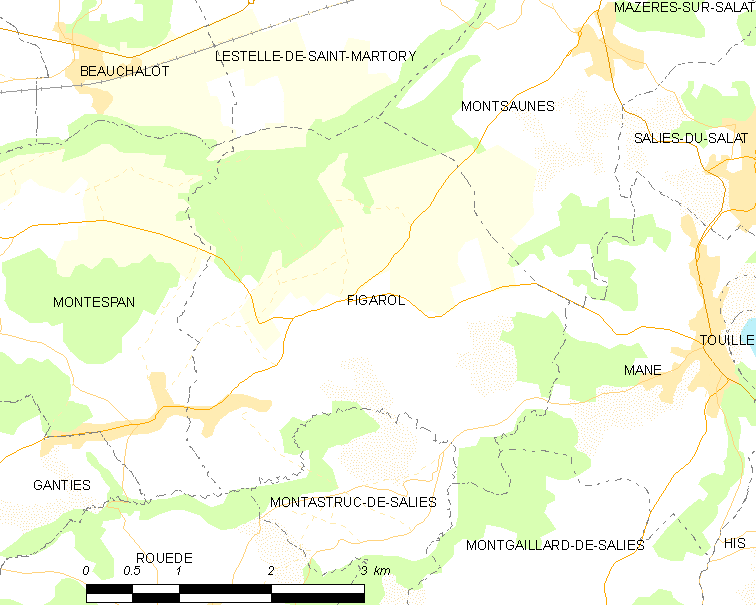
Карта коммуны